# کیسلکووتسی
کیسلکووتسی (به بلغاری: Kiselkovtsi) یک منطقهٔ مسکونی در بلغارستان است که در تریاونا واقع شده‌است.